# Les Loges-sur-Brécey
Les Loges-sur-Brécey sont une commune française, située dans le département de la Manche en région Normandie, peuplée de 117 habitants.

## Géographie
La commune est aux confins nord du Mortainais et de l'Avranchin. Son bourg est à 5,5 km au nord de Brécey, à 10 km à l'ouest de Saint-Pois, à 11 km au sud de Villedieu-les-Poêles et à 20 km au nord-est d'Avranches.
| Saint-Martin-le-Bouillant, Saint-Nicolas-des-Bois | Saint-Martin-le-Bouillant | Saint-Martin-le-Bouillant      |
| Saint-Nicolas-des-Bois                            | des Loges-sur-Brécey      | Saint-Laurent-de-Cuves         |
| Notre-Dame-de-Livoye, Brécey                      | Brécey                    | Saint-Laurent-de-Cuves, Brécey |

### Hydrographie
La commune est située dans le bassin Seine-Normandie. Elle est drainée par le Bieu, le cours d'eau 01 de la Brisolière, le fossé 01 de la Guesnonerie, le fossé 01 de la Herpellière, le ruisseau de la Gairie et divers autres petits cours d'eau,.
Le Bieu, d'une longueur de 15 km, prend sa source dans la commune de La Chapelle-Cécelin et se jette  dans la Sée à Vernix, après avoir traversé dix communes. 

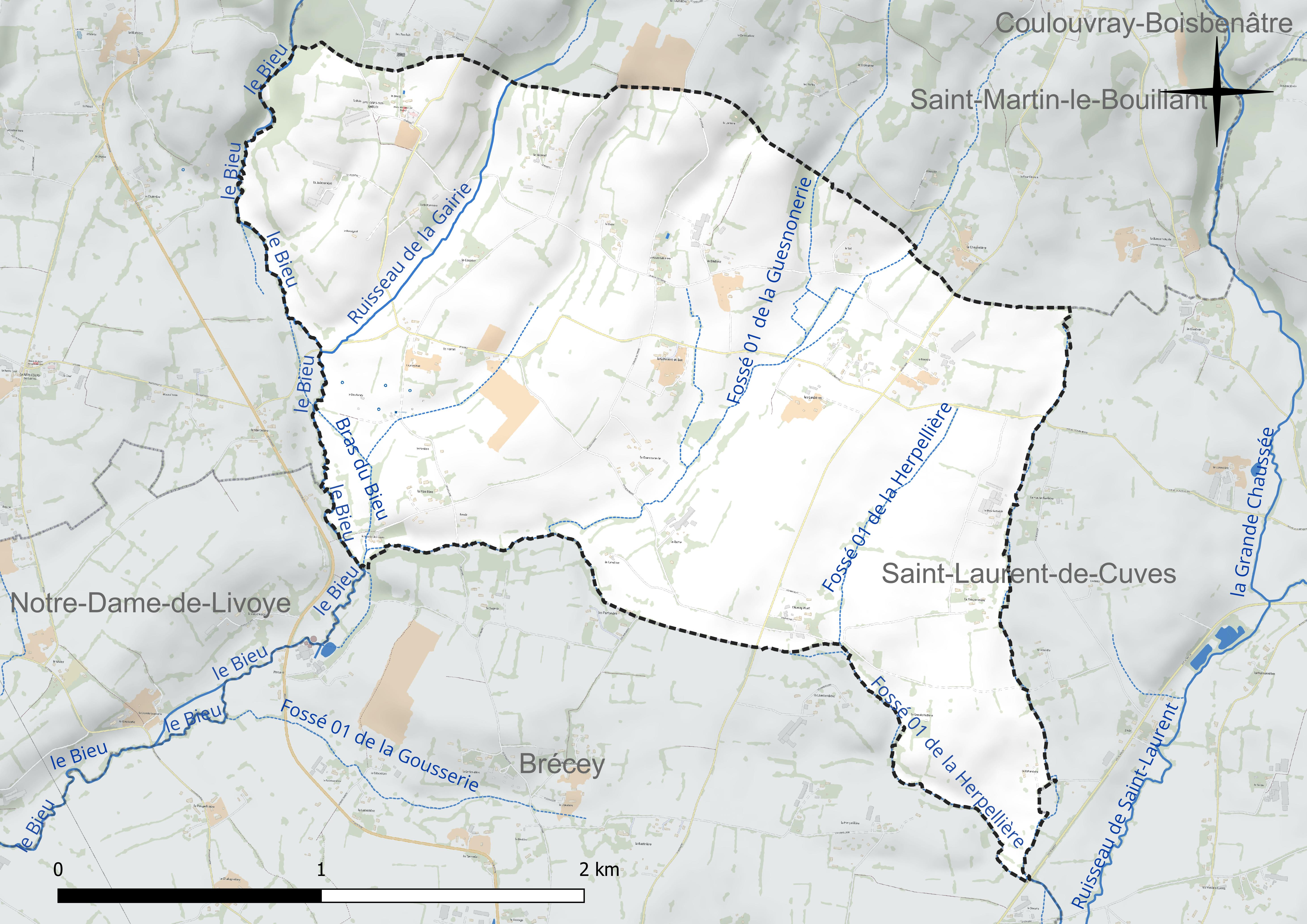
Réseau hydrographique des Les Loges-sur-Brécey.

### Climat
Pour des articles plus généraux, voir Climat de la Normandie et Climat de la Manche.
En 2010, le climat de la commune est de type climat océanique franc, selon une étude du CNRS s'appuyant sur une série de données couvrant la période 1971-2000. En 2020, Météo-France publie une typologie des climats de la France métropolitaine dans laquelle la commune est exposée à un climat océanique et est dans la région climatique  Normandie (Cotentin, Orne), caractérisée par une pluviométrie relativement élevée (850 mm/a) et un été frais (15,5 °C) et venté. Parallèlement le GIEC normand, un groupe régional d’experts sur le climat, différencie quant à lui, dans une étude de 2020, trois grands types de climats pour la région Normandie, nuancés à une échelle plus fine par les facteurs géographiques locaux. La commune est, selon ce zonage, exposée à un « climat contrasté des collines », correspondant au Bocage normand, bien arrosé, voire très arrosé sur les reliefs les plus exposés au flux d’ouest, et frais en raison de l’altitude.
Pour la période 1971-2000, la température annuelle moyenne est de 10,6 °C, avec une amplitude thermique annuelle de 12,5 °C. Le cumul annuel moyen de précipitations est de 1 002 mm, avec 14,3 jours de précipitations en janvier et 9 jours en juillet. Pour la période 1991-2020, la température moyenne annuelle observée sur la station météorologique la plus proche, située sur la commune de Saint-Hilaire-du-Harcouët à 22 km à vol d'oiseau, est de 11,5 °C et le cumul annuel moyen de précipitations est de 929,5 mm,. Pour l'avenir, les paramètres climatiques de la commune estimés pour 2050 selon différents scénarios d’émission de gaz à effet de serre sont consultables sur un site dédié publié par Météo-France en novembre 2022.

## Urbanisme

### Typologie
Au 1er janvier 2024, Les Loges-sur-Brécey sont catégorisées commune rurale à habitat très dispersé, selon la nouvelle grille communale de densité à sept niveaux définie par l'Insee en 2022.
Elle est située hors unité urbaine et hors attraction des villes,.

### Occupation des sols
L'occupation des sols de la commune, telle qu'elle ressort de la base de données européenne d’occupation biophysique des sols Corine Land Cover (CLC), est marquée par l'importance des territoires agricoles (98,9 % en 2018), une proportion identique à celle de 1990 (98,9 %). La répartition détaillée en 2018 est la suivante : zones agricoles hétérogènes (55,4 %), prairies (43,5 %), forêts (1,1 %). L'évolution de l’occupation des sols de la commune et de ses infrastructures peut être observée sur les différentes représentations cartographiques du territoire : la carte de Cassini (XVIIIe siècle), la carte d'état-major (1820-1866) et les cartes ou photos aériennes de l'IGN pour la période actuelle (1950 à aujourd'hui).

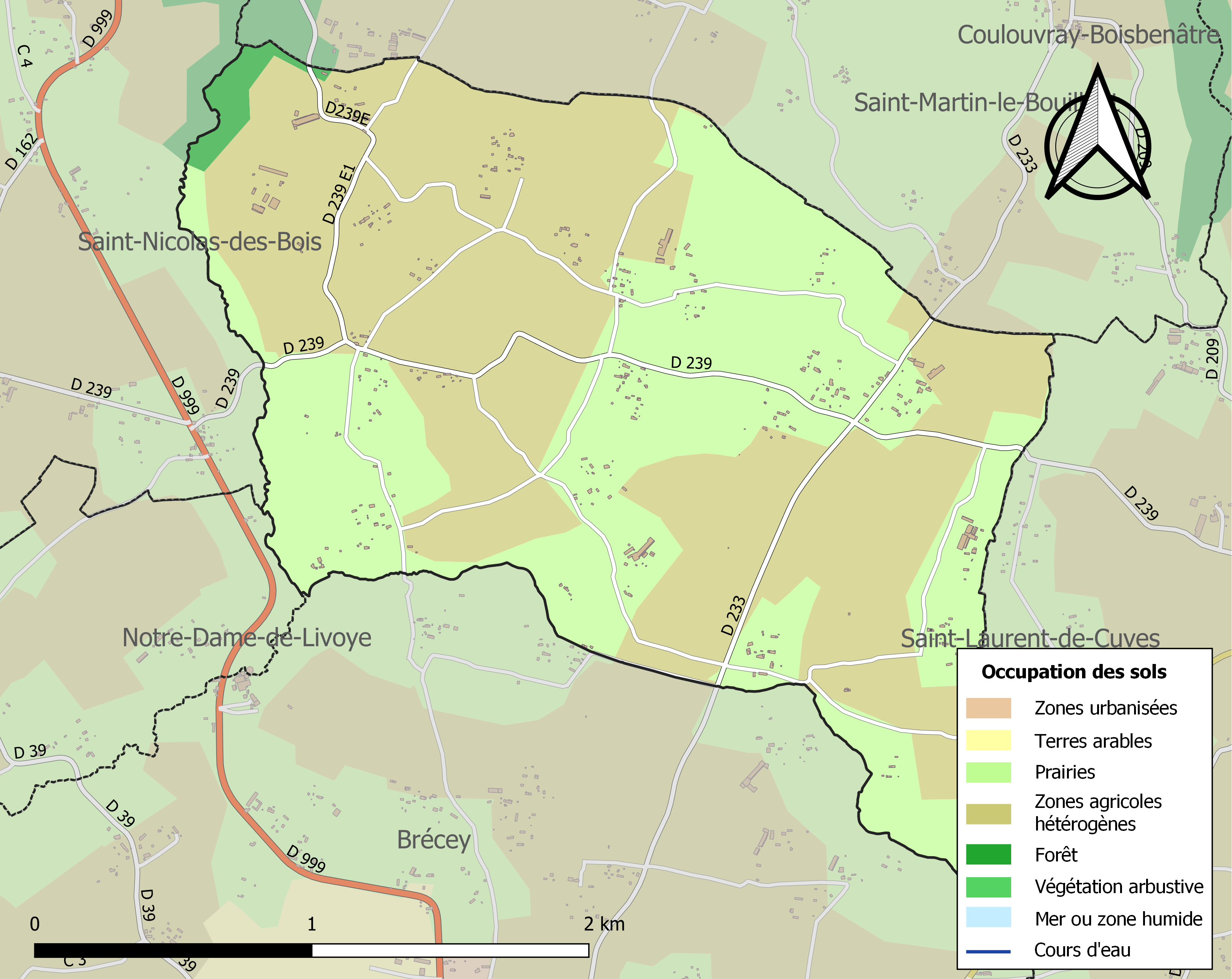
Carte des infrastructures et de l'occupation des sols de la commune en 2018 (CLC).

## Toponymie
Le nom de la localité est attesté sous la forme de Logis en 1369-1370, Logis Breeyum sans date.
Le toponyme Loges est dérivé de l'ancien français loge désignant une hutte ou cabane couverte de feuillage.
Brécey est la commune voisine au sud.
Le toponyme Brécey serait issu d'un anthroponyme gaulois (Briccius) ou roman (Briccios).
Le gentilé est Logeais.

## Histoire
Les Loges-sur-Brécey sont libérées les 3 et 4 août 1944.

## Politique et administration
| Période                                  | Période   | Identité             | Étiquette | Qualité                       |
| ---------------------------------------- | --------- | -------------------- | --------- | ----------------------------- |
| juin 1995                                | mars 2008 | Alain Robert         | SE        |                               |
| mars 2008                                | mars 2014 | Josette Quesnel      | SE        | Enseignante retraitée         |
| mars 2014                                | En cours  | Olivier Lechevallier | SE        | Agent technique et technicien |
| Les données manquantes sont à compléter. |           |                      |           |                               |

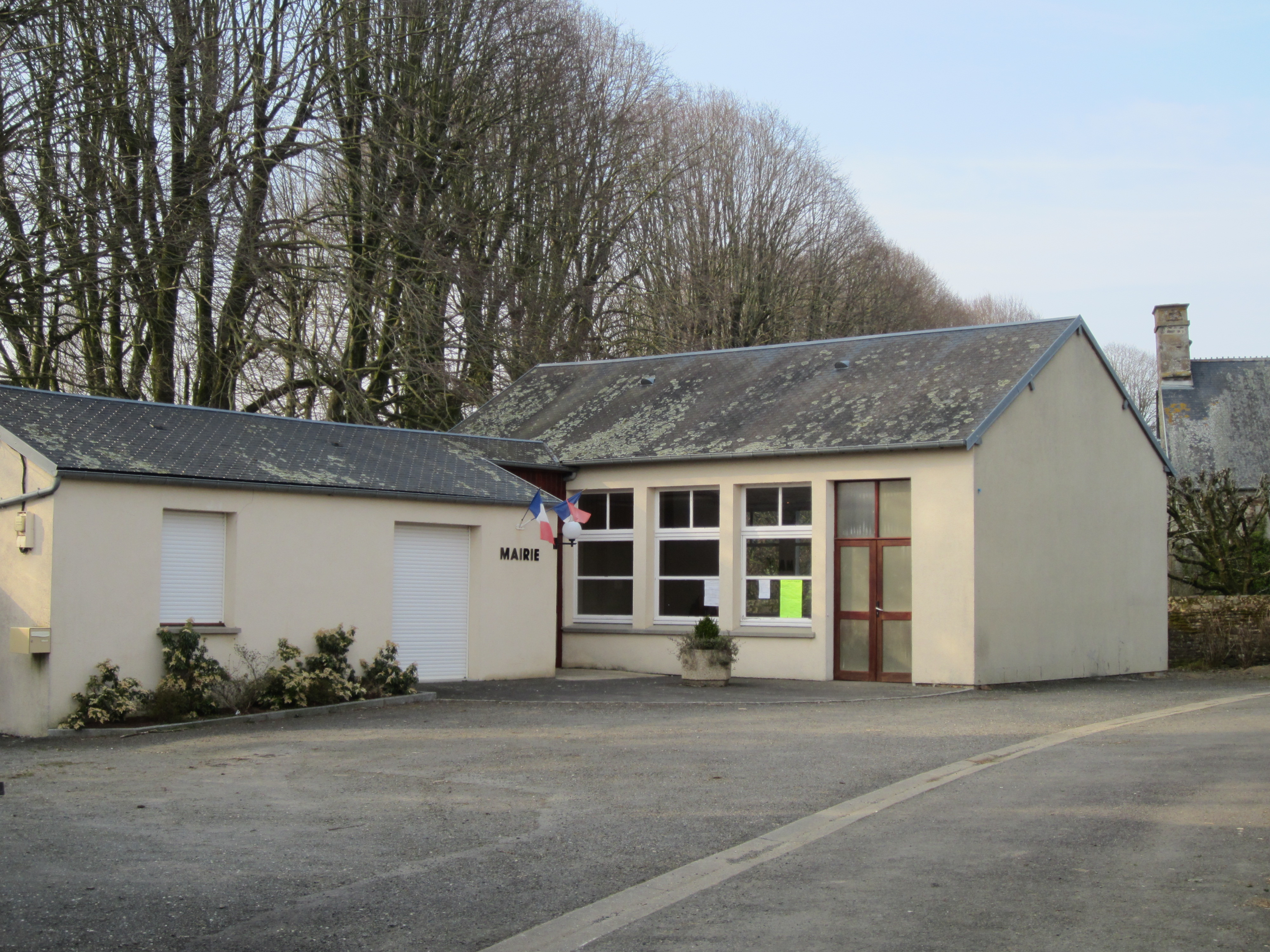
La mairie.

Le conseil municipal est composé de onze membres dont le maire et trois adjoints.

## Démographie
L'évolution du nombre d'habitants est connue à travers les recensements de la population effectués dans la commune depuis 1793. Pour les communes de moins de 10 000 habitants, une enquête de recensement portant sur toute la population est réalisée tous les cinq ans, les populations de référence des années intermédiaires étant quant à elles estimées par interpolation ou extrapolation. Pour la commune, le premier recensement exhaustif entrant dans le cadre du nouveau dispositif a été réalisé en 2008.
En 2022, la commune comptait 117 habitants, en évolution de −15,83 % par rapport à 2016 (Manche : −0,31 %, France hors Mayotte : +2,11 %).
Les Loges-sur-Brécey ont compté jusqu'à 548 habitants en 1846.
| 1793 | 1800 | 1806 | 1821 | 1831 | 1836 | 1841 | 1846 | 1851 |
| ---- | ---- | ---- | ---- | ---- | ---- | ---- | ---- | ---- |
| 450  | 213  | 501  | 473  | 519  | 541  | 547  | 548  | 524  |

| 1856 | 1861 | 1866 | 1872 | 1876 | 1881 | 1886 | 1891 | 1896 |
| ---- | ---- | ---- | ---- | ---- | ---- | ---- | ---- | ---- |
| 464  | 460  | 451  | 430  | 426  | 433  | 367  | 363  | 342  |

| 1901 | 1906 | 1911 | 1921 | 1926 | 1931 | 1936 | 1946 | 1954 |
| ---- | ---- | ---- | ---- | ---- | ---- | ---- | ---- | ---- |
| 365  | 348  | 352  | 319  | 296  | 290  | 301  | 287  | 282  |

| 1962 | 1968 | 1975 | 1982 | 1990 | 1999 | 2006 | 2008 | 2013 |
| ---- | ---- | ---- | ---- | ---- | ---- | ---- | ---- | ---- |
| 266  | 243  | 190  | 168  | 133  | 147  | 147  | 148  | 146  |

| 2018 | 2022 | - | - | - | - | - | - | - |
| ---- | ---- | - | - | - | - | - | - | - |
| 128  | 117  | - | - | - | - | - | - | - |

## Lieux et monuments
- Église Saint-Pierre du (XIIIe, XVIe – XVIIIe siècles), remaniée, avec porche XIIIe. Elle abrite les statues de saint Pierre et saint Paul (XVIIIe), un maître-autel (XVIIIe), des lutrins (XIXe), une chaire à prêcher (XIXe)[30].
- Entrée principale d'accès au château des Boulais (XVIIIe siècle), situé sur la commune voisine de Saint-Martin-le-Bouillant.
- Ancien moulin céréalier à eau et cascades à la Fizelière.
- Trois croix de chemin sur la D 239 (XVIIe et XIXe siècles) et croix de cimetière (XVIIIe siècle).
- Maison datée 1829, près de l'église.

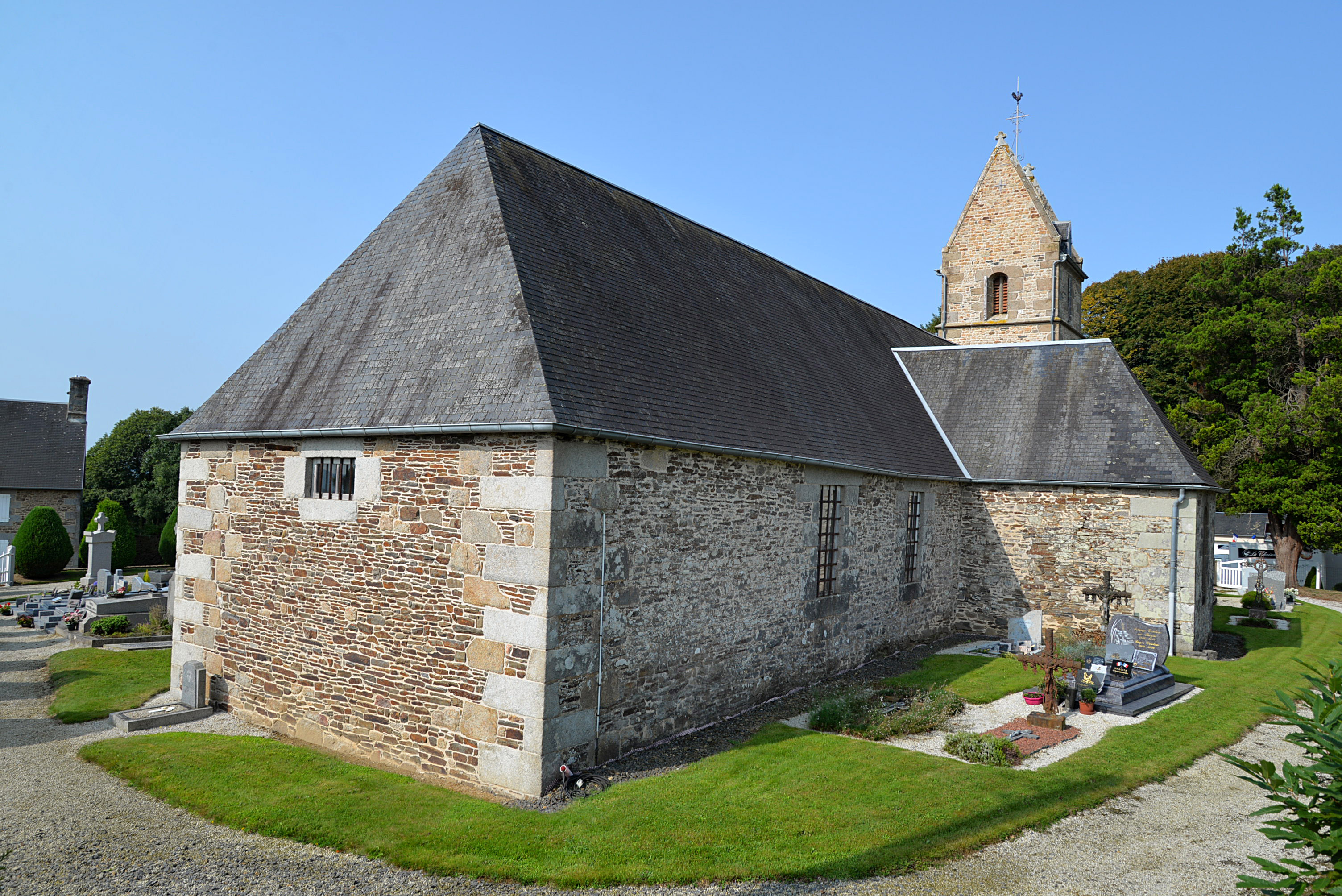
L’église Saint-Pierre. Vue nord-est.
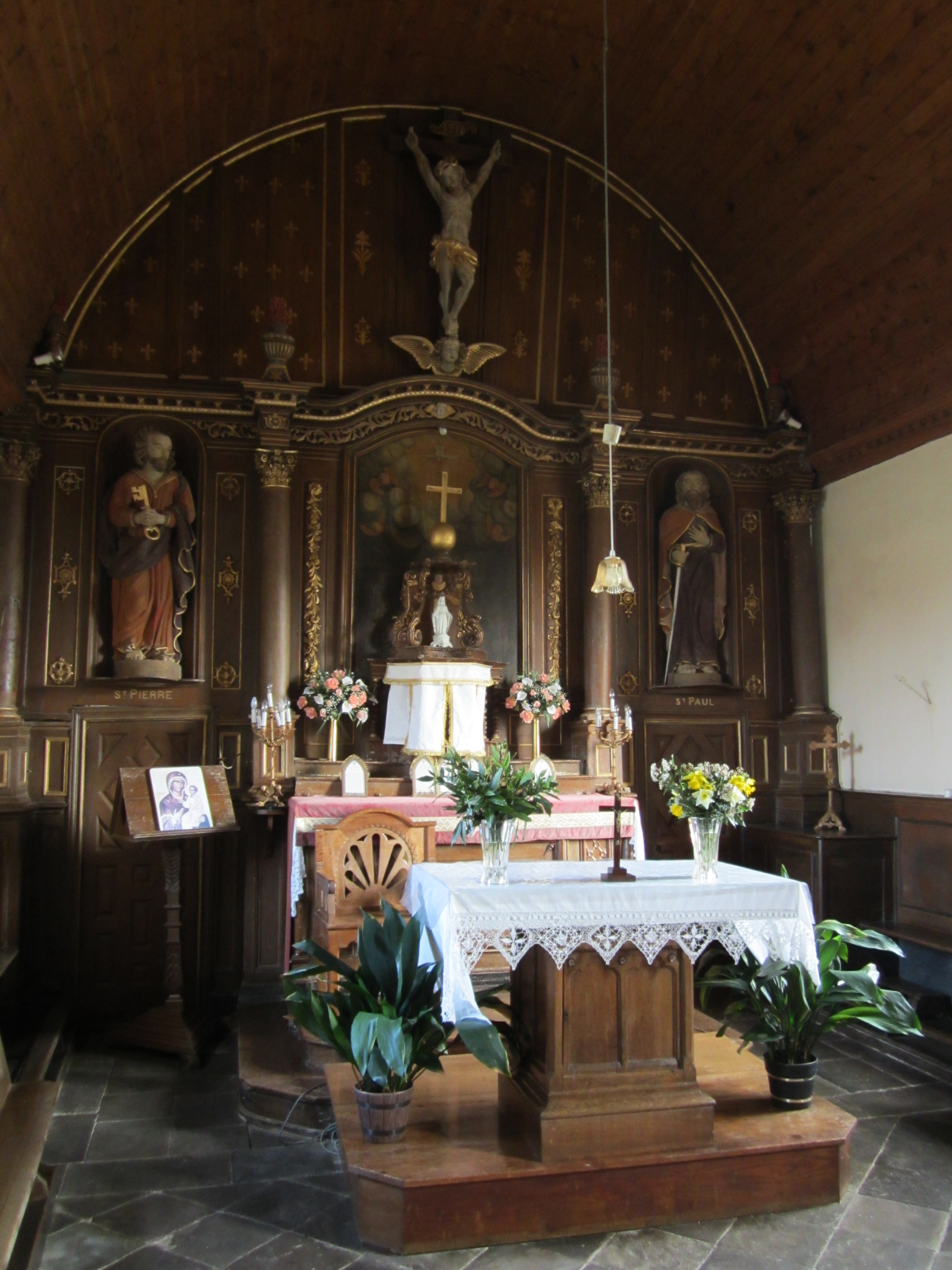
L'église Saint-Pierre vue intérieure.
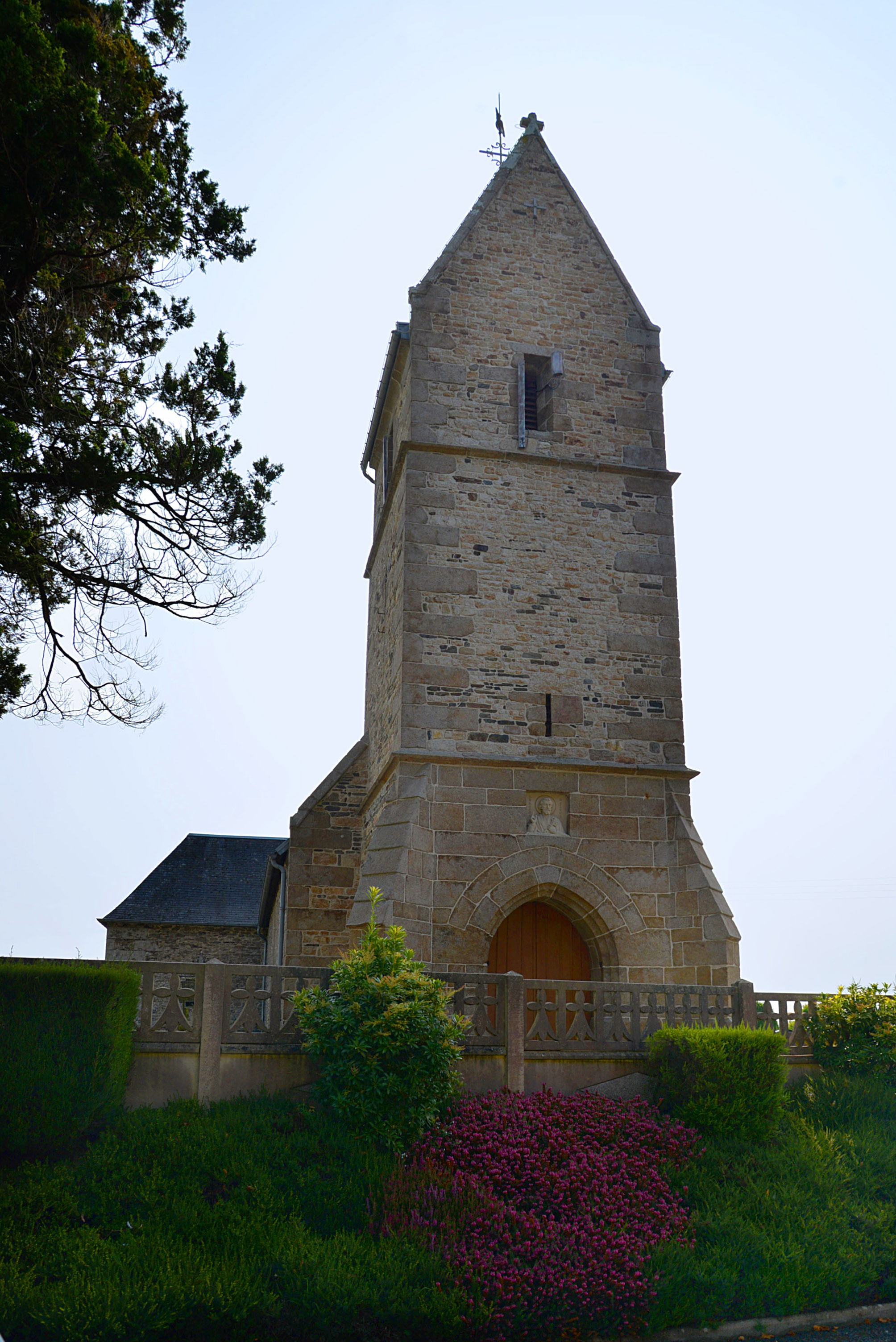
L’église Saint-Pierre. Vue ouest.
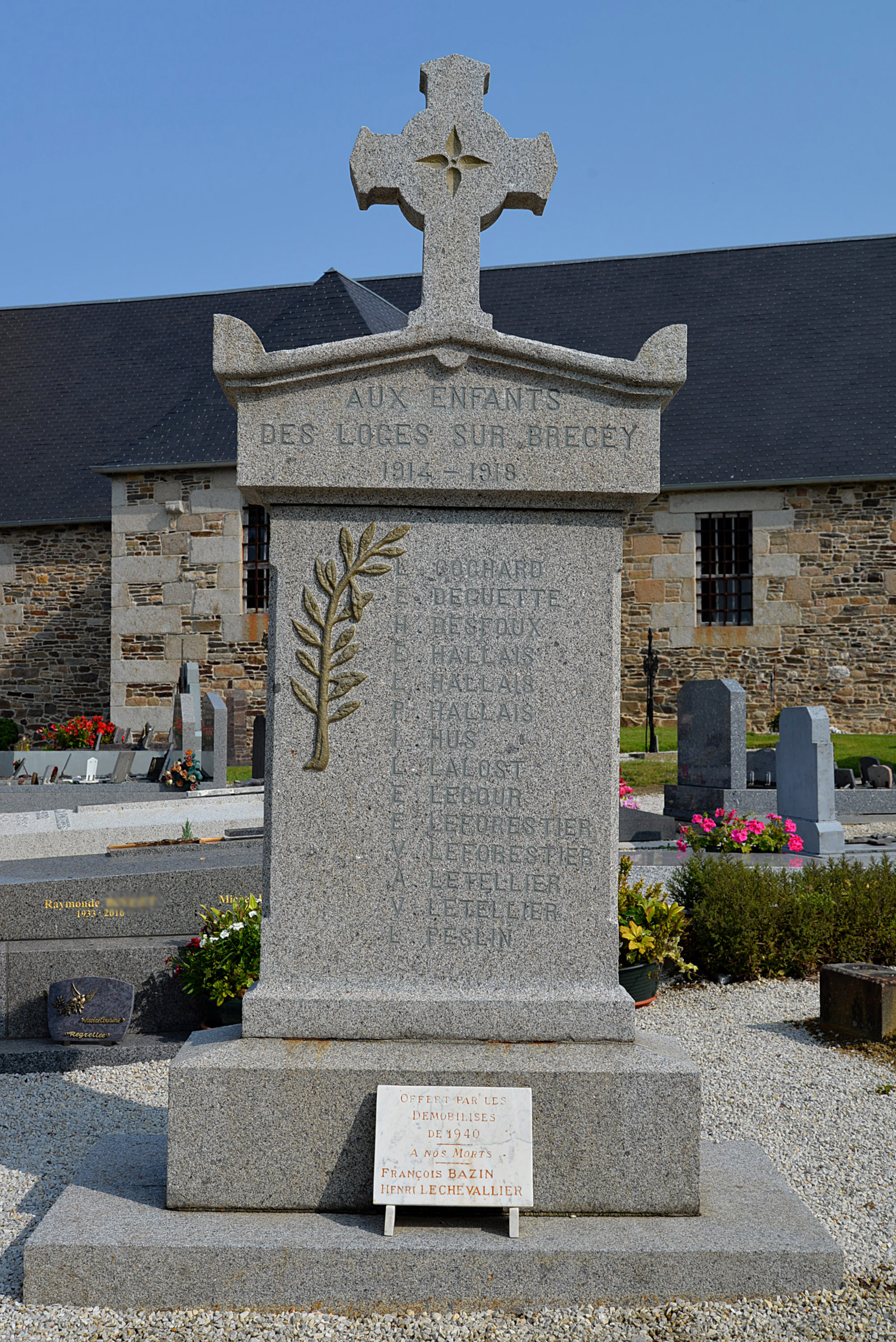
Le monument aux morts.
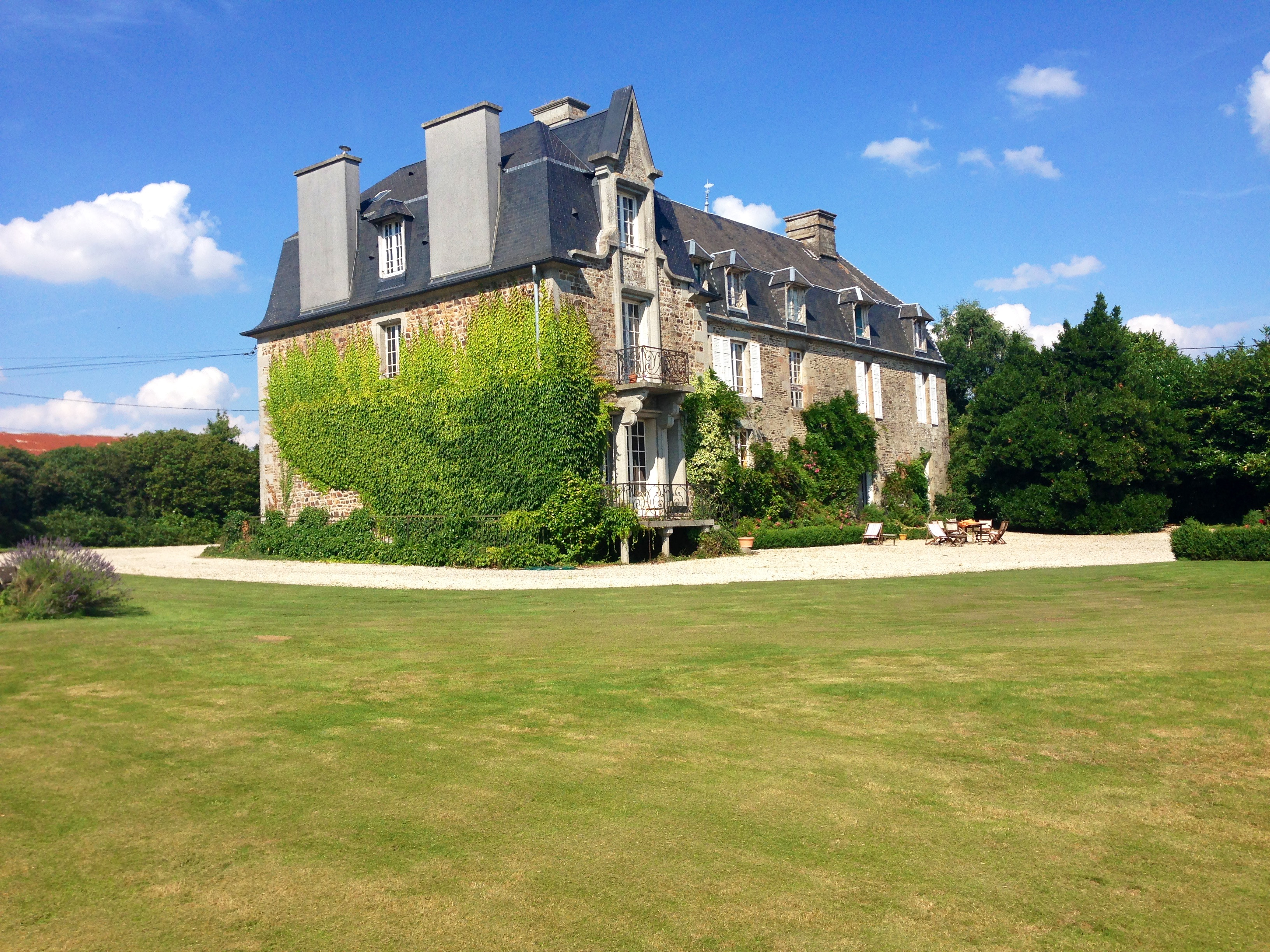
Le château des Boulais.

## Personnalités liées à la commune
- Christophe Gadbled (1734-1782) né selon Édouard Le Héricher au Bois-Gâtebled aux Loges ou à Saint-Martin-le-Bouillant, professeur de mathématique et d'hydrographie à l'université de Caen[30].